# Schroeder (constructor)
 Schroeder  va ser un constructor estatunidenc de cotxes de competició.
Schroeder va competir al campionat del món de la Fórmula 1 a 4 temporades, les dels anys 1951, 1953, 1954 i 1955.
Va disputar només la cursa del Gran Premi d'Indianapolis 500, no competint a cap més prova del campionat del món de la F1.

## Resultats a la F1
| Temporada | Pilot         | Classificació | Punts | Retirada             | Resultats |
| --------- | ------------- | ------------- | ----- | -------------------- | --------- |
| 1951      | Bobby Ball    | 5             | 2     |                      | Resultats |
| 1951      | Duke Dinsmore | 24            |       | Sobreescalfament     | Resultats |
| 1953      | Jimmy Bryan   | 14            |       |                      | Resultats |
| 1954      | Andy Linden   | 25            |       | Suspensions          | Resultats |
| 1954      | Len Duncan    | 31            |       | Frens                | Resultats |
| 1955      | Keith Andrews | 20            |       | Bomba delcombustible | Resultats |